# Mario Acevedo (gwatemalski piłkarz)
Mario Giovany „Coyote” Acevedo Menzie (ur. 15 lutego 1969 w Puerto Barrios) – gwatemalski piłkarz występujący na pozycji napastnika, reprezentant Gwatemali.